# Клан Скотт
Клан Скотт (англ. Clan Scott) — один из кланов равнинной части Шотландии.
Скотты, один из самых мощных кланов Пограничья, получили своё название от племени скотов, которые вторглись в Шотландию в древности. Хотя, скорее всего, так жители северной Англии издревле называли всех шотландцев по ту сторону границы. Не исключено, что первоначально клан возник не в Шотландии, а в северной Англии. Как, например, Инглисы появились в Шотландии, так и Скотты могли появиться в Англии (или в англосаксонском Бордерсе — шотландском Пограничье). Клан происходит от Ухтреда сына Скоти, который жил в XII веке. У него было два внука — Ричард, предок Скоттов из Бакклеуха, и сэр Майкл, предок Скоттов из Балвери. Потомок последнего, сэр Майкл, был известным «Волшебником» — одним из наиболее образованных мужей своего времени. Оба брата в 1296 году принесли вассальную присягу Эдуарду I Английскому, но сын Ричарда, сэр Майкл, был верным сторонником Брюса и позже Давида II. Он был убит в битве при Дареме в 1346 году, оставив после себя двух сыновей. Старший сын, Роберт, унаследовал Бакклеух и поместье Мердохстоун, к которым он добавил поместье Скотстоун. Младший сын, Джон, основал ветвь Скоттов из Синтона, из которой происходил лорд Полварт. Между XIII и XV веками семейство Скоттов из Бакклеуха приобрело обширные земли в Тевиотдэйле, Эскдэйле и Лиддесдэйле.
Скотты были на пике своего могущества с середины XV до начала XVII веков и во время войны могли выставить до 600 воинов. Постоянного участвуя в клановых распрях и войнах, они извлекали пользу за счет других семейств, например, Дугласов. После провозглашения в 1603 году «Союза Корон» и установления мира и спокойствия на англо-шотландской границе многие Скотты отправились воевать в Голландию в составе наемных шотландских бригад. Старая клановая система Пограничья была обречена, так как пограничные войны — источник существования приграничных кланов — после объединения Англии и Шотландии были запрещены. После этого Скотты из Бакклеуха вошли в состав высшей англо-шотландской знати, но потеряли значение как вожди клана. В 1606 году сэр Уолтер Скотт из Бакклеуха, 13-й барон, стал лордом Бакклеух, а в 1619 году его сын стал графом. Фрэнсис, второй граф Бакклеух, имел только двух дочерей, Мэри и Энн, младшая из которых в 1663 году вышла замуж за Джеймса, герцога Монмутского, побочного сына Карла II, который унаследовал все владения тестя и получил титул герцога Бакклеуха. И хотя он был впоследствии казнен за то, что восстал против своего дяди Якова VII (II), титул перешел к его старшему сыну. В 1810 году третий герцог унаследовал титул герцога Куинсберри с замком Друмланриг и другими владениями Дугласов в Нитсдэйле.
После пресечения старой ветви Скоттов из Балвери (Файф) их состояния перешли к Скоттам из Анкрума, а от них — к Скоттам, лордам Полвартам, из которых происходит самый известный шотландский автор — сэр Вальтер Скотт (1771—1832), 1-й баронет Абботсфорд. Также известными личностями из этого семейства были «Старый Уот» и его неудачный сын Билл, который, чтобы избежать виселицы, женился на Агнес Марии Элибэнк.
Скотты были активным кланом, девизом которого был клич «Беллендин», происходящий от названия места их сбора в старых родовых землях в Ранкилберне.